# Cozzuolo
Cozzuolo è una frazione del comune italiano di Vittorio Veneto, in provincia di Treviso.

## Geografia fisica
Il piccolo centro abitato si trova a sudovest di Ceneda, raccogliendosi ai piedi di una catena di modesti rilievi collinari in buona parte coltivati a vigneto.

## Monumenti e luoghi d'interesse

### Chiesa parrocchiale
Antica cappella affiliata alla cattedrale di Ceneda, nel 1640 divenne curaziale e nel 1942 parrocchiale.
L'edificio attuale fu costruito nel 1840 senza demolire la cappella originale che sussiste, con le sue linee tardo-romaniche, sul suo fianco nord. Il caratteristico campanile neoromanico, progettato da Domenico Rupolo, è del 1922-23.
Tra le opere qui custodite, la pala della Madonna della Salute con san Rocco e altri santi di Antonio Dal Favero (1887), una Madonna addolorata di Giovanni Sasso sull'altare di sinistra, e il dossale ligneo policromo dell'altare di destra, pregevole opera del 1617.